# The Midnight Meat Train
The Midnight Meat Train es una película de terror basada en el relato homónimo del primer volumen de la colección Books of Blood de Clive Barker. Fue proyectada en las salas de cine de Estados Unidos el 1 de agosto de 2008. El guion fue adaptado por Jeff Buhler. 
La trama de la historia se centra en un fotógrafo llamado Leon, quien ve la oportunidad de mostrar su arte en una importante galería de la ciudad de Nueva York. Decidido a exponer la parte más siniestra de la naturaleza humana en su debut, se cruza en el camino de un asesino en serie y poco a poco se adentra en el peligroso mundo subterráneo de la ciudad.
La película fue dirigida por Ryuhei Kitamura, producida por Tom Rosenberg de Lakeshore Entertainment, y protagonizada por Bradley Cooper, Leslie Bibb, Vinnie Jones y Brooke Shields.

## Trama
La película comienza con un hombre de negocios que despierta en una estación de tren y resbala en un charco de sangre, al levantarse para ver lo que esta sucediendo, observa a un hombre asesinando a otra persona.
Un hombre llamado Leon Kauffman (Bradley Cooper) un fotógrafo y periodista que vive junto a su novia Maya (Leslie Bibb) en la ciudad de Nueva York. Leon tiene problemas con su trabajo y Maya le dice que le ha conseguido un posible trabajo por medio de su mejor amigo Jurgis (Roger Bart). Cuando finalmente se encuentra con la entrevistadora Susan Hoff (Brooke Shields), le muestra la fotografía de Leon y queda impresionada con su álbum, aunque le dice que debe mejorar captando los momentos de la ciudad, plasmando la realidad social de Nueva York. Leon acepta el desafío de buscar esas nuevas imágenes y se adentra en la ciudad a medianoche. 
Al llegar al tren subterráneo de la ciudad, cuando estaba fotografiando, ve a unos delincuentes que están acosando a una chica dentro del tren. Leon interrumpe e intimida a los hombres y estos finalmente la dejan tranquila. La chica le agradece con un beso por haberla ayudado, luego se va en el tren y Leon comienza a fotografiarla. Pero después la chica finalmente se encuentra con un hombre corpulento vestido de negro y la mata con un martillo de carnicero. Al día siguiente la misteriosa desaparición de la joven, que era una importante modelo, aparece en los titulares. Leon, intrigado, acude a la estación de policía y la agente Hadley (Barbara Harry) ignora su declaración. Leon se queda esperando hasta tarde en unos bancos cerca de la estación y ve cómo el hombre corpulento sale de la estación. León empieza a fotografiarlo y ve en su dedo un curioso anillo. Sus sospechas se incrementan al ver las fotos de la modelo, donde una mano con dicho anillo ayuda a la mujer a entrar al tren.
Leon comienza un acecho y a investigar sobre desapariciones del pasado. Descubre que un carnicero, que data de hace más de 100 años, cometía horribles asesinatos. Ese carnicero es muy parecido al hombre del anillo y descubre que se llama Mahogany. Leon lo persigue cada día y descubre que es también carnicero. Leon se aventura a entrar en el tren y ve cómo varios pasajeros son asesinados por Mahogany, quien lo golpea y deja inconsciente. Leon despierta aturdido debajo de la estación con unas extrañas marcas en el pecho. Finalmente, le dice lo que ocurre a Maya, quien en un primer momento no le cree. Sin embargo, luego Maya también sigue al hombre del anillo. Se cuela en su apartamento junto Jurgis. Allí, Jurgis es atacado y Maya sale horrorizada al descubrir piezas quirúrgicas y de carnicería. Leon se prepara para confrontar al hombre, y lo deja golpeado y lo tira fuera del tren. Tras llegar a una vieja estación, unos raros seres salen de la oscuridad y se comen los individuos que Mahogany había asesinado. Maya y Leon se quedan espantados. Mahogany trata de matar a Maya, pero Leon lo asesina clavándole un cuchillo en el cuello. Mahogany le dice "bienvenido" y muere. El oficial del tren sale, le arranca la lengua a Leon y se la come. Le dice que hay que mantener un secreto, ya que el mundo está dividido y estos especímenes son un tipo de reptilianos. Maya se encuentra viva en una cima de cadáveres y, ante los ojos de Leon, es asesinada por el oficial del tren, quien le arranca el corazón delante del fotógrafo. Ahora un mudo Leon conserva una foto de su pasado y releva a Mahogany, de modo que se convierte en el nuevo carnicero.

## Elenco
- Bradley Cooper
- Leslie Bibb
- Brooke Shields
- Roger Bart
- Ted Raimi
- Peter Jacobson
- Barbara Eve Harris
- Tony Curran
- Vinnie Jones